# Гопак (монета)
«Гопа́к» — пам'ятна монета номіналом 5 гривень, випущена Національним банком України, присвячена українському народному танцю — гопаку, у виконання якого включаються різні елементи хореографічної імпровізації.
Монету введено в обіг 29 липня 2011 року. Вона належить до серії «Українська спадщина».

## Опис монети та характеристики
| Номінал грн. | Метал      | Маса, г | Діаметр, мм | Якість виготовлення       | Гурт     | Тираж, штук |
| ------------ | ---------- | ------- | ----------- | ------------------------- | -------- | ----------- |
| 5            | нейзильбер | 16,54   | 35,0        | спеціальний анциркулейтед | рифлений | 45 000      |

### Аверс
На аверсі монети розміщено: малий Державний Герб України та напис півколом «НАЦІОНАЛЬНИЙ БАНК УКРАЇНИ», пару в стилізованому вирі танцю та унизу написи: «П'ЯТЬ ГРИВЕНЬ» та рік карбування — «2011» (праворуч). Розміщено логотип Монетного двору Національного банку України.

### Реверс
На реверсі монети зображено танцюючого козака із шаблею, ліворуч від якого — стилізований орнамент.

## Автори
- Художник — Кочубей Микола.

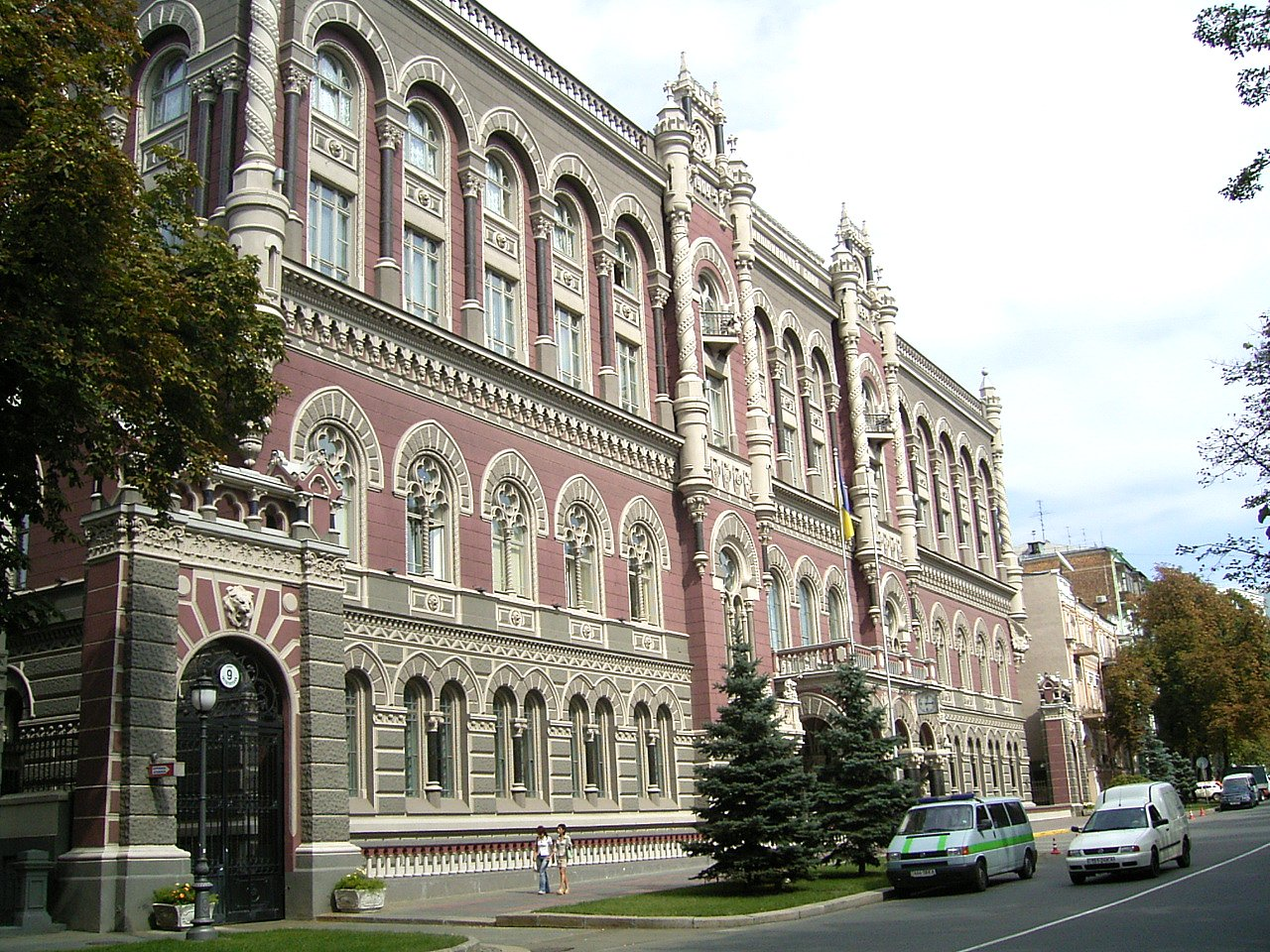
Будівля Національного банку України

- Скульптори: Дем'яненко Анатолій, Іваненко Святослав.

## Вартість монети
Під час введення монети в обіг у 2011 році, Національний банк України реалізовував монету через свої філії за ціною 20 гривень.
Фактична приблизна вартість монети з роками змінювалася так:
| Рік        | 2012 | 2013 | 2014 | 2015 | 2016 | 2017 | 2018 | 2019 | 2020 | 2021 | 2022 | 2023 | 2024 | 2025 |
| ---------- | ---- | ---- | ---- | ---- | ---- | ---- | ---- | ---- | ---- | ---- | ---- | ---- | ---- | ---- |
| Ціна, грн. | 25   | 30   | 28   | 35   | 50   | 70   | 90   | 110  | 115  | 130  | 180  | 510  | 720  | 720  |